# TightVNC
TightVNC — кросплатформове вільне та відкрите ПЗ для управління віддаленим робочим столом. Вдосконалена версія VNC, оптимізована для роботи з повільними мережевими підключеннями. Програма дозволяє звертатися дистанційно до робочого столу іншого комп'ютера через клієнтську програму або Web-браузер, використовуючи вбудований HTTP-сервер. Крім оптимізації пропускної спроможності, TightVNC також включає безліч інших удосконалень. TightVNC сумісний зі стандартом VNC.